# Den Kongelige Stald-Etat
Den Kongelige Stald-Etat er en hofstat (enhed) ved det danske hof, der varetager den ceremonielle kørsel for Kongehuset. Stald-etaten ledes af den kongelige staldmester og holder til i De Kongelige Stalde på Christiansborg Slot.
Hestebesætningen udgøres af cirka 20 heste, blandt andet 8 kladrubere. Stald-etaten råder desuden over en række kareter og hestekøretøjer.

## Stald-etatens personale
Etatens personale består af:
- Den Kongelige Staldmester
- Livkusk
- Kusk
- Fire biløbere [1]